# Скуби-Ду! Безумие лунного монстра
«Скуби-Ду! Безумие лунного монстра» (англ. Scooby-Doo! Moon Monster Madness) — американский анимационный фильм студии Warner Bros. Animation из франшизы «Скуби-Ду». Премьера в HD-формате состоялась 7 февраля 2015 года, на DVD 17 февраля 2015 года. В России мультфильм вышел в июле 2019 года на канале Boomerang.

## Сюжет
Банда Скуби-Ду выигрывает в лотерее пять последних мест на космическом корабле «Sly Star One», который летит на тёмную сторону Луны, но даже на там, у них появляется очередная тайна - тайна инопланетян, которые пугают всех путешественников на Луну, и теперь банде придётся разгадать тайну, будучи не на Земле.

## Роли озвучивали
| Актёр          | Персонаж              |
| -------------- | --------------------- |
| Фрэнк Уэлкер   | Скуби-Ду / Фред Джонс |
| Мэттью Лиллард | Шэгги Роджерс         |
| Грей Делайл    | Дафна Блэйк           |
| Минди Кон      | Велма Динкли          |
| Эрик Бауза     | Кларк Спаркмен        |

## Русский дубляж
| Актёр               | Персонаж                 |
| ------------------- | ------------------------ |
| Никита Прозоровский | Скуби-Ду / Шэгги Роджерс |
| Сергей Быстрицкий   | Фред Джонс               |
| Ольга Голованова    | Дафна Блэйк              |
| Нина Тобилевич      | Велма Динкли             |